# Jean-Baptiste Bouillaud
Jean-Baptiste Bouillaud (Bragette, 16 settembre 1796 – Parigi, 29 ottobre 1881) è stato un medico francese.
Fu uno dei primi sostenitori della localizzazione delle funzioni cerebrali (specialmente del linguaggio). 

## Biografia
Ha conseguito il dottorato in medicina nel 1823 e in seguito è stato professore alla Charité di Parigi . Il leader dell'indipendenza portoricana, chirurgo e vincitore della Legione d'Onore, Ramón Emeterio Betances, era uno dei suoi studenti di spicco. Nel 1862 Bouillaud fu eletto presidente dell'Académie de Médecine e nel 1868 divenne membro dell'Académie des sciences . 
Bouillaud ha condotto ricerche su molte malattie e condizioni mediche, tra cui cancro, colera, malattie cardiache ed encefalite, solo per citarne alcune. È ricordato per aver fornito una correlazione tra reumatismi e malattie cardiache, e i dizionari medici francesi fanno ancora riferimento all'endocardite da malattia reumatica come "malattia di Bouillaud". Ha descritto questa condizione nel trattato " Traité clinique des maladies du coeur ". 
Bouillaud fu uno dei primi sostenitori della digitale per il trattamento dei disturbi cardiaci. Si riferiva alla digitale come "oppio del cuore". Insieme al cardiologo Pierre Potain (1825-1901), eseguì studi sui "toni cardiaci" che coinvolgono la differenziazione tra ritmi cardiaci normali e anormali. Bouilland fu un ardente seguace di François-Joseph-Victor Broussais (1772–1838) per quanto riguarda la dubbia pratica del salasso . 
Nel 1825 Bouillaud pubblicò " Traité clinique et physiologique de l'encéphalite, ou infiammation du cerveau " in cui include uno dei primi studi sulla localizzazione delle funzioni cerebrali. Sosteneva che la perdita del linguaggio articolare fosse associata a lesioni del lobo anteriore .